# Kutyfalva község
Kutyfalva község (románul: Comuna Cuci) község Maros megyében, Romániában. Központja Kutyfalva, beosztott falvai Hegymegett, Marosdátos, Marosoroszi, Oláhpéterlaka.

## Népessége
A 2011-es népszámlálás adatai alapján a község népessége 1822 fő volt.